# The Skirvin Hilton Oklahoma City
The Skirvin Hilton Oklahoma City est un hôtel américain situé à Oklahoma City, dans l'Oklahoma. Cet établissement de Hilton Hotels & Resorts est inscrit au Registre national des lieux historiques depuis le 10 octobre 1979. Il est membre des Historic Hotels of America depuis 2008 et des Historic Hotels Worldwide depuis 2014.